# Optikai lencse

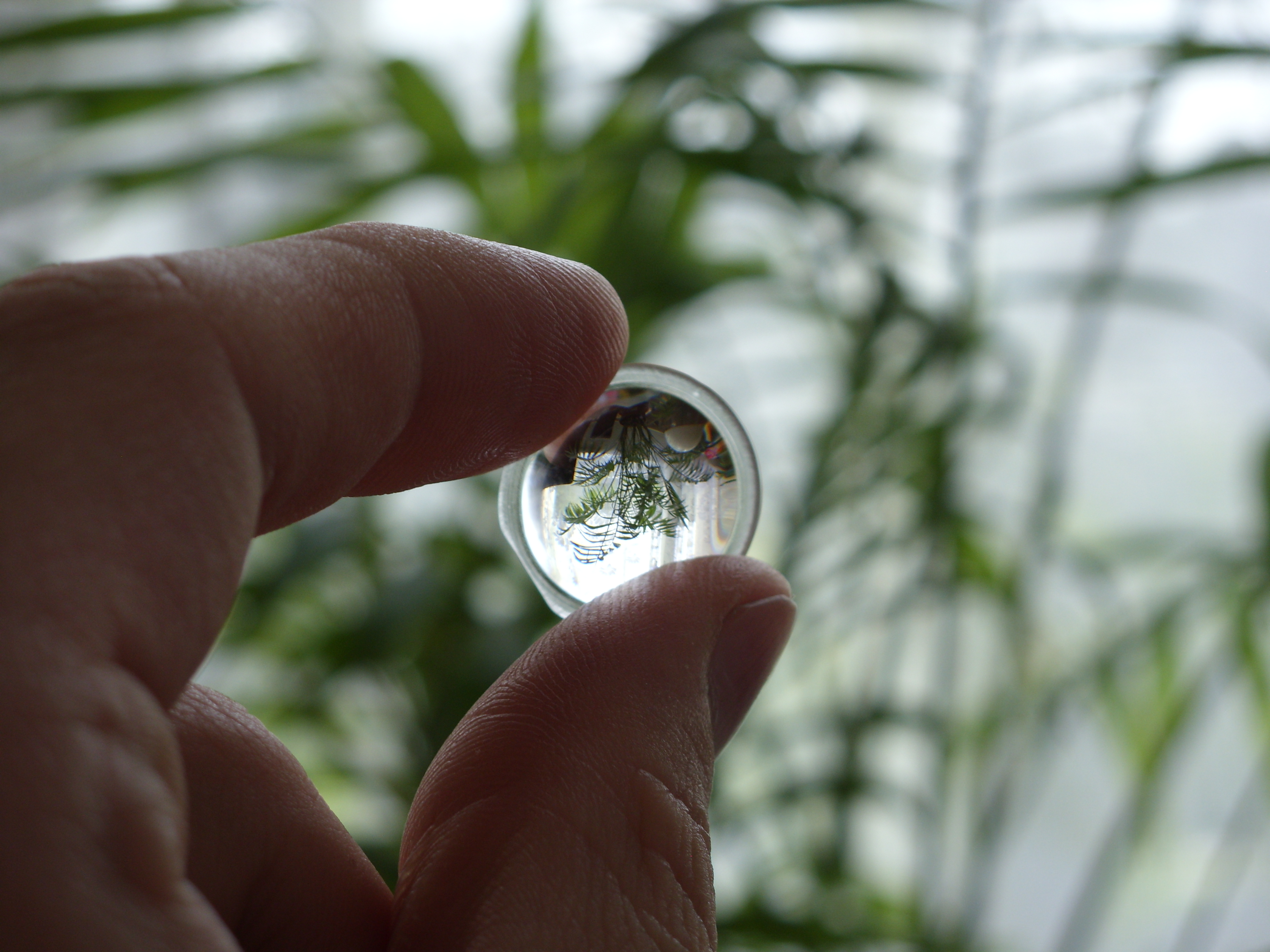
Képalkotás kétszerdomború lencsével: a kép valódi, fordított állású, és kisebb, mint az eredeti

Optikai lencsének nevezünk minden áttetsző anyagból (általában üveg, vagy műanyag) készülő, két gömb-, vagy egy gömbfelület és egy sík által határolt, a fénysugarakat irányítottan befolyásoló lemezt. A lencsék alapvetően lehetnek domború, illetve homorúak. A domború lencsék azok, amelyek középen vastagabbak, mint a szélüknél; ezeket, amennyiben a lencse anyaga optikailag sűrűbb, mint a környezeté, gyűjtőlencsének is nevezzük. A homorú lencsék (szórólencsék) ezzel ellentétben a szélükön vastagabbak.

## Lencsetípusok
Az optikai lencsetipusokat a kialakításuk, funkcióik és alkalmazásuk alapján osztályozzák. Az alábbi lista a leggyakoribb optikai lencsetipusokat tartalmazza:
1. **Györgyi lencsek**: Ezek a lencsek körülbelül szimmetrikus ábrázolást tartalmaznak, az optikai tengely körül. Egyikek lehetnek konvergáló (pozitív) vagy divergáló (negatív).
2. **Aszférikus lencsek**: Ezek a lencsek nem györgyi felületet tartalmaznak, amelyeket az aberrációk minimalizálására terveztek.
3. **Cilindrikus lencsek**: Ezek a lencsek nem györgyi felületet tartalmaznak, amelyek nem szimmetrikusak az optikai tengely körül. Egyikek lehetnek astigmatizmus-csökkentésre használt.
4. **Bi-konkav lencsek**: Ezek a lencsek két konkav felületet tartalmaznak.
5. **Meniskusz-lencsek**: Ezek a lencsek egy konvex és egy konkav felületet tartalmaznak.
6. **Pentagonalis lencsek**: Ezek a lencsek pentagonalis alakot tartalmaznak, és azokban használatosak, ahol magas fokú szögkorrekcióra van szükség.
7. **Diffraktív lencsek**: Ezek a lencsek diffraktív optikát használnak a fénytöréshez, és gyakran olyan alkalmazásokban használatosak, ahol magas pontosság és rugalmasság szükséges.
8. **Holográf lencsek**: Ezek a lencsek holográf technológiát használnak az interferencia patrónja rögzítésére, és olyan alkalmazásokban használatosak, ahol magas pontosság és rugalmasság szükséges.
9. **GRIN-lencsek** (Gradient Index Lenses): Ezek a lencsek gradient index of refraction-tartalmaznak, ami azt jelenti, hogy az anyag refuktivitása fokozatosan változik a lencsében.
10. **Plano-lencsek**: Ezek a lencsek nem rendelkeznek görbülettel, és általában sík ablakok vagy fedekekként használatosak.
11. **Dupla-lencsek**: Ezek a lencsek két elkülönült lencset tartalmaznak, amelyeket egymásba érintettek.
12. **Tripla-lencsek**: Ezek a lencsek három elkülönült lencset tartalmaznak, amelyeket egymásba érintettek.
13. **Kataszkóp-lencsek**: Ezek a lencsek mind refraktív, mind pedig visszatükröző optikát használnak az képalkotáshoz.

Ezek csak néhány példa az optikai lencsetipusokra. Mindegyik típusú lencsénél van saját egyedi jellemzője és alkalmazása, és az egyes optikai rendszerekhez szükséges pontosan választott kell legyen.

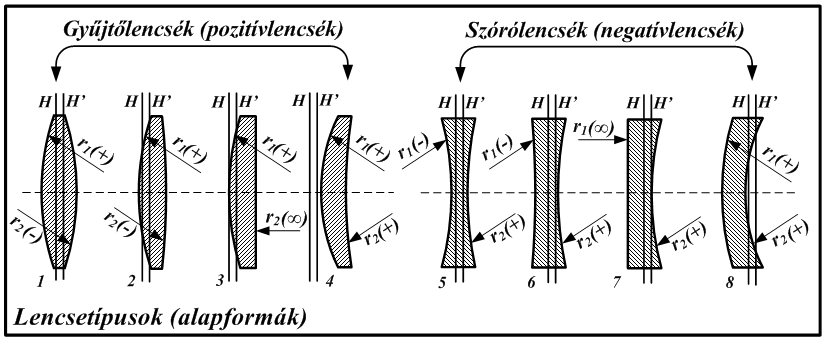
1 – Szimmetrikus bikonvex 2 – Aszimmetrikus bikonvex 3 – Síkdomború (plánkonvex) 4 – Pozitív meniszkusz
5 – Szimmetrikus bikonkáv 6 – Aszimmetrikus bikonkáv 7 – Síkhomorú (plánkonkáv) 8 – Negatív meniszkusz

## Nevezetes sugármenetek

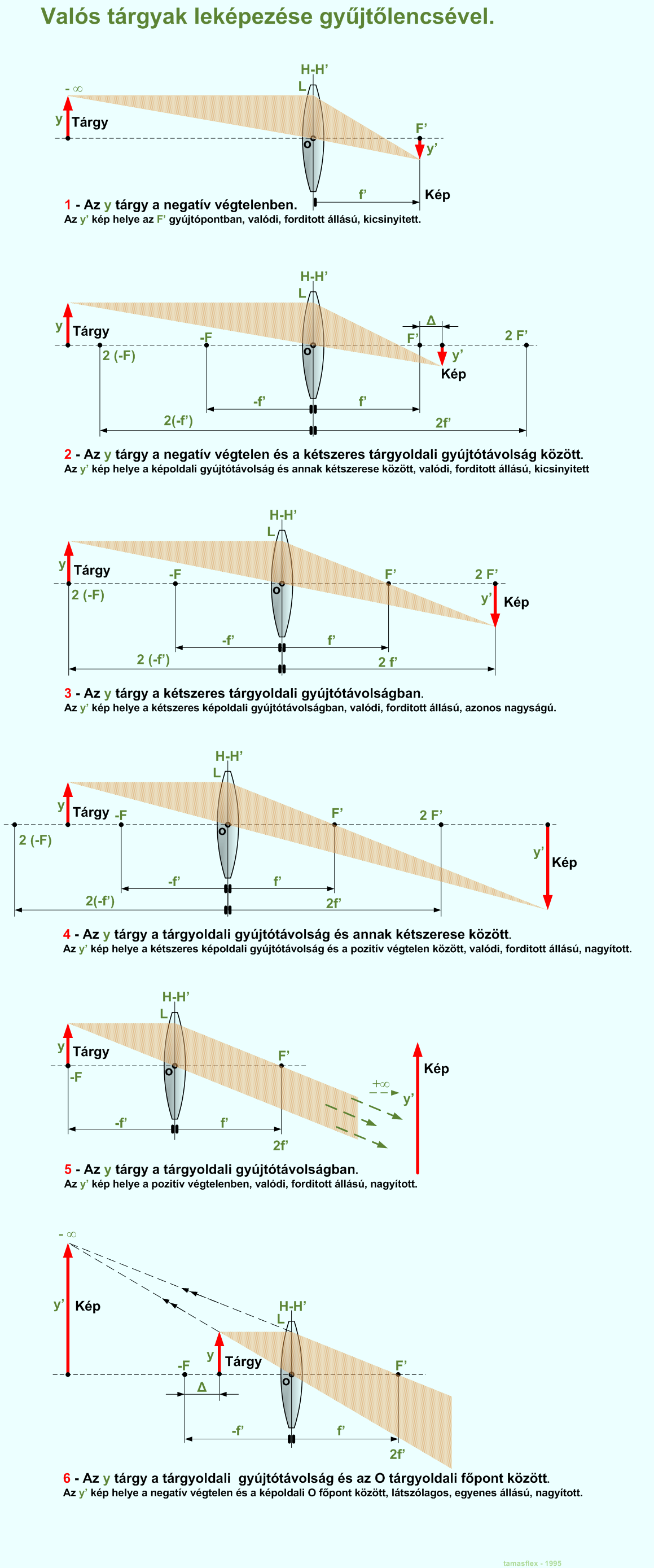
Nevezetes sugármenetek

Mind gyűjtő mind szórólencsék képet alkotnak a tárgyakról.

Ezek a képek lehetnek valódiak, vagy látszólagosak.

Egy tárgy tengelymenti vándorlása közben, közelebb vagy távolabb kerül a lencséhez.

Ha a tárgy közeledik a lencséhez a kép azonos irányba mozdul el, vagyis a leképezett kép a lencsétől távolodik.

Gyűjtőlencse esetében az optikában hat jellegzetes sugármenet különböztethető meg.

A gyűjtőlencsére érvényes esetek tárgyalása a mellékelt képen láthatóak.

## A lencse gyújtótávolsága

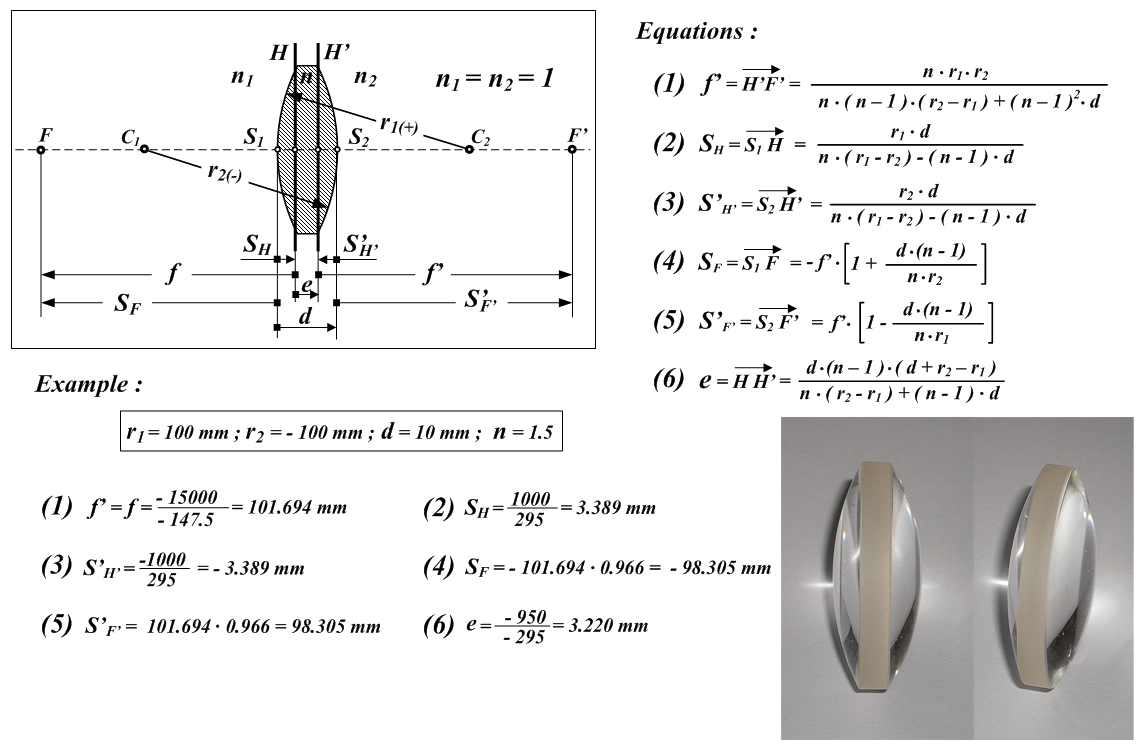
Egy vastag lencse nevezetes pontjainak matematikai meghatározása.

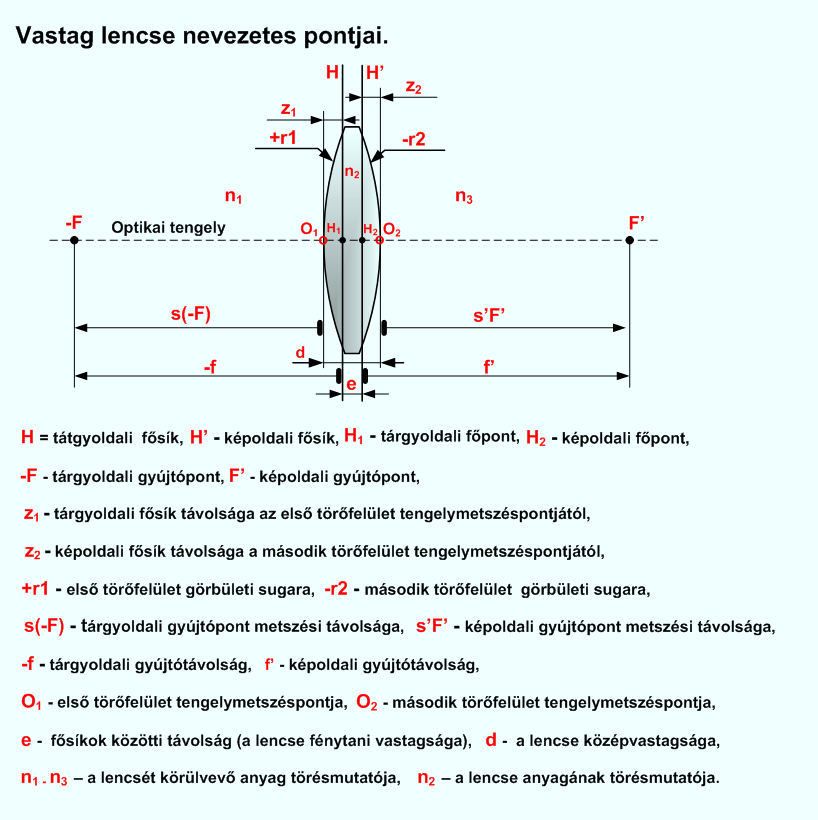
Vastag lencse nevezetes pontjai

A lencse gyújtótávolságát, anyagának törésmutatója (n), középvastagsága (d), valamint az (R1; R2) görbületi sugarak értékei határozzák meg.

Szórólencse esetén az optikai tengellyel párhuzamos sugarak széttartóvá válnak, mintha a lencse előtt, az optikai tengelyen lévő pontból indultak volna ki.
 Ezt a pontot (a szórólencse fókuszpontját) úgy kapjuk meg, hogy a széttartó fénysugarakat a tárgy felőli oldal irányában meghosszabbítjuk.
 A fénysugár megfordíthatósága miatt igaz, hogy azok a fénysugarak, amelyek a lencse fókuszpontján át esnek a lencsére, az azon való áthaladás után az optikai tengellyel párhuzamosan haladnak tovább.
 Azok a fénysugarak, amelyek a lencse középpontján haladnak át, irányváltoztatás nélkül folytatják az útjukat.

Egy vastag lencse D(dioptria) törőértékét megkapjuk a: 
{\displaystyle D={\frac {1}{f}}=(n-1)\left[{\frac {1}{R_{1}}}-{\frac {1}{R_{2}}}+{\frac {(n-1)d}{nR_{1}R_{2}}}\right]} összefüggésből, ahonnan n a lencse anyagának törésmutatója, a d a lencse középvastagsága, és az (R1 – R2) az egyes felületek görbületi sugara.

A lencse gyújtótávolsága:
{\displaystyle f={\frac {1}{D}}}

Vastag lencse esetében a gyújtótávolság értéke mindig a képoldali H' fősíktól az F' gyújtópont közötti szakaszra értendő.
Szórólencse esetében a görbületi sugarakra negatív értékkel kell venni.
|  |  |

## Lencsék képalkotása

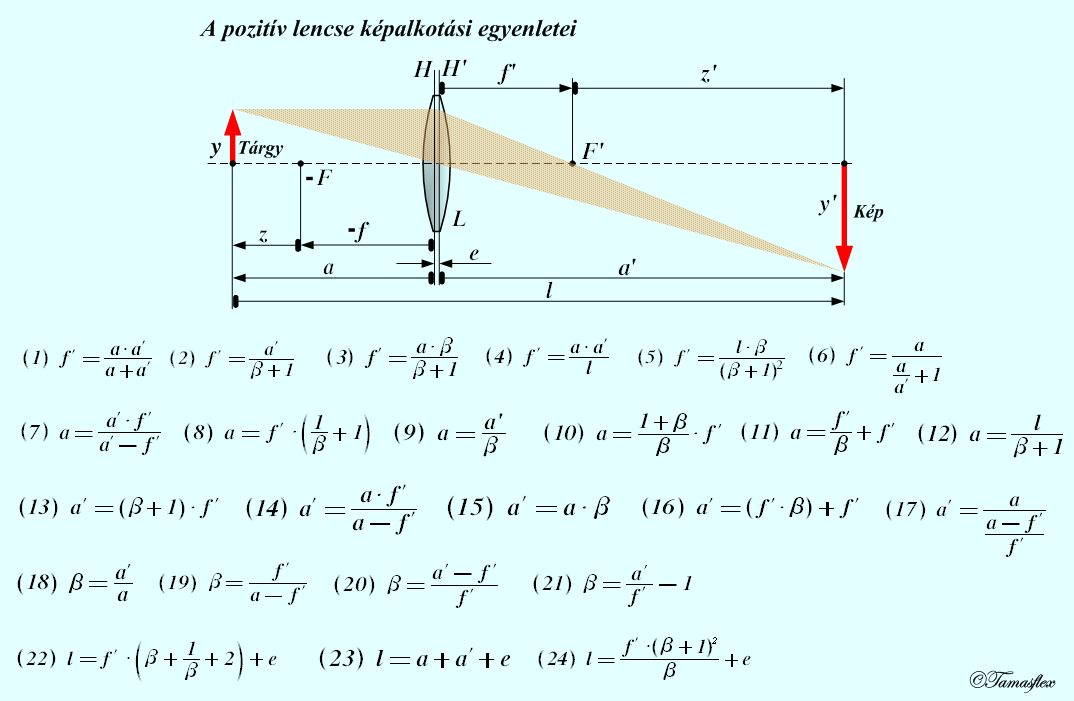
A pozitív lencse képalkotási egyenletei

Képalkotás: t > f
valódi, fordított állású kép

Képalkotás: t < f
látszólagos, egyenes állású kép

Domború lencsék esetében ha egy tárgyat helyezünk a lencse egyik oldalán az optikai tengelyre, akkor a jobb oldali ábra szerinti képeket kapjuk. Amennyiben a tárgy a lencsétől nézve a fókuszponton kívül található, a keletkező kép valódi (tehát ernyőn felfogható), és fordított. Ha a tárgy a fókuszpont és a lencse között helyezkedik el, csak a fénysugarak meghosszabbításai metszik egymást a fókuszpontban, így a keletkező kép csak látszólagos.
A tárgy és kép lencsétől való távolsága meghatározható a lencse fókusztávolságának ismeretében:
Ha a tárgy, illetve a keletkező kép nagyságát T-vel és K-val, valamint a lencsétől való tárgytávolságot t-vel, a képtávolságot pedig k-val jelöljük, akkor belátható, hogy a távolságok és a méretek között arányosság van, tehát {\displaystyle {\frac {K}{T}}={\frac {k}{t}}=N}, ahol N a lencse nagyítása.
Mivel a fókuszponton átmenő fénysugarak hasonló háromszögeket eredményeznek, ezért felírható a {\displaystyle {\frac {K}{T}}={\frac {k-f}{f}}} összefüggés, ami átrendezve: {\displaystyle kf+tf=kt\,}, amiből következik, hogy {\displaystyle {\frac {1}{f}}={\frac {1}{t}}+{\frac {1}{k}}}, ahol f a fókusztávolság, t és k a tárgy, illetve a kép távolsága.
A fókusztávolság méterben mért reciprokát nevezzük dioptriának.

## Kapcsolódó szócikk
- Fotográfia
- Nagyító (lupe)
- Szemüveg
- Távcső
- Vetítő
- Optikai lencsék leképzési hibái
- Olvasókő